# 恋の行方
「恋の行方」（こいのゆくえ）は1992年4月21日に発売された徳永英明14枚目のシングル。

## 解説
「Revolution」以来半年ぶりのシングル。関西テレビ・フジテレビ系「旅情サスペンス」主題歌に使用された。

## 収録曲
作詞・作曲：德永英明　編曲：佐藤準
1. 恋の行方
  - ベスト・アルバムのみ収録の楽曲であるが、収録作品数は少ない。
2. 桜
  - アルバム『Revolution』からのリカット。
3. 恋の行方（Original Karaoke）

## 主な収録アルバム
- INTRO.II
- シングルコレクション (1992〜1997)